# Каугури (Юрмала)
Ка́угури (латыш. Kauguri) район города Юрмалы в его западной части между Слокой и Каугурциемсом. До 1959 года входил в состав города Слока.
Каугури — главный многоэтажный жилой район Юрмалы. В основном дома состоят из пятиэтажек 103-й и девятиэтажками 602-й серии.. Также есть здания 467-й серии и хрущёвки.

## История
Когда герцог фон Кетлер в середине XVII века основал морской порт в Каугурциемсе, товары доставлялись через современную территорию Каугури в Слоку, откуда они отправлялись дальше на лодках в Елгаву, Литву, Польшу. Около 1700 года у Каугури был собственный фогт, задачей которого было наблюдение за кораблями и отправка сушёной сельди и камбалы в столицу герцога Елгаву. 10 мая 1783 года герцог Пётр Бирон одобрил отделение Слокского края от Курземского и Земгальского герцогств и его присоединение к Российской империи.
Во время боёв за независимость Латвии 18 мая 1919 года в дюнах Каугурциемса произошла битва между латвийским подразделением отдельной бригады под командованием капитана Золтса и армейским подразделением ЛССР. В 1925 году земля Слокской пасторской усадьбы и Каугурциемс были добавлены в город Слока. Слоку вместе с Каугурциемсом в 1959 году включили в состав города Юрмала.
В 1960-х годах началось строительство многоэтажных домов между Слокой и Каугурциемсом, где был основан Каугурский район Юрмалы. Сначала новые здания были построены вдоль Талсинского шоссе, затем двигались всё дальше и дальше от моря в направлении Слока. После разработки первого генерального плана города Юрмалы в 1971 году были созданы две основные зоны отдыха: курортная зона Кемери—Яункемери, предназначенная в основном для отдыхающих со всего СССР, и зона массового отдыха для рижан Приедайне—Вайвари. Между этими зонами был построен основной жилой район многоэтажных зданий Юрмалы Каугури. В 1981 году население Каугури составляло около 15 000 жителей.

## Дом культуры Каугури

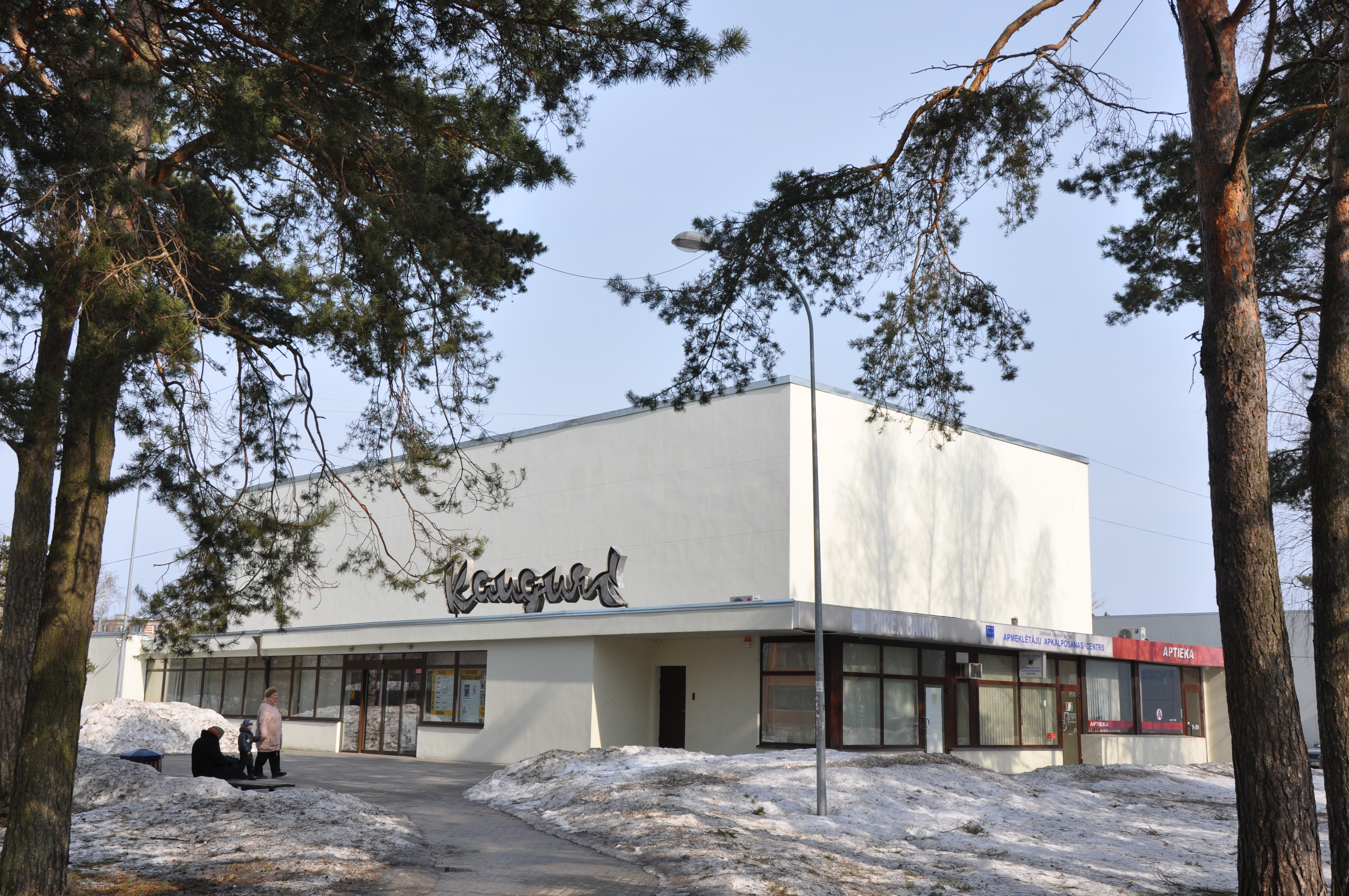
Дом культуры Каугури до реставрации

Дом культуры Каугури находится в бывшем кинотеатре. Приоритетом является сохранение и популяризация традиционной культуры, а также организация культурно-просветительских мероприятий для Каугури. Дом культуры организует масштабные массовые праздники, фестивали и национально-патриотические мероприятия. В 2018 году Дом культуры был значительно переработан. А в 2024 году мэрия Юрмалы сделало масштабную переработку территории рядом с Домом культуры. Добавлены тропинки, деревянные скамейки и мусорки. И в 2025 году была добавлена местная достопримечательность «Узел» под авторством Uģis Traumanis стоимотью 211 872 евро. (19 688 523 рублей)

## В литературе
Посёлок Каугури упоминается в повести Кира Булычёва «Война с лилипутами», как место проживания тёти Аустры, родственницы Алисы Селезнёвой.

## Религия

### Христианство
- Католическая церковь Божьего милосердия (Raiņa iela 91A)
- Протестантская церковь "Живое слово" (Tērbatas iela 26)
- Протестантская реформатская церковь "Иисуса Христа Спасителя" (Raiņa iela 84)

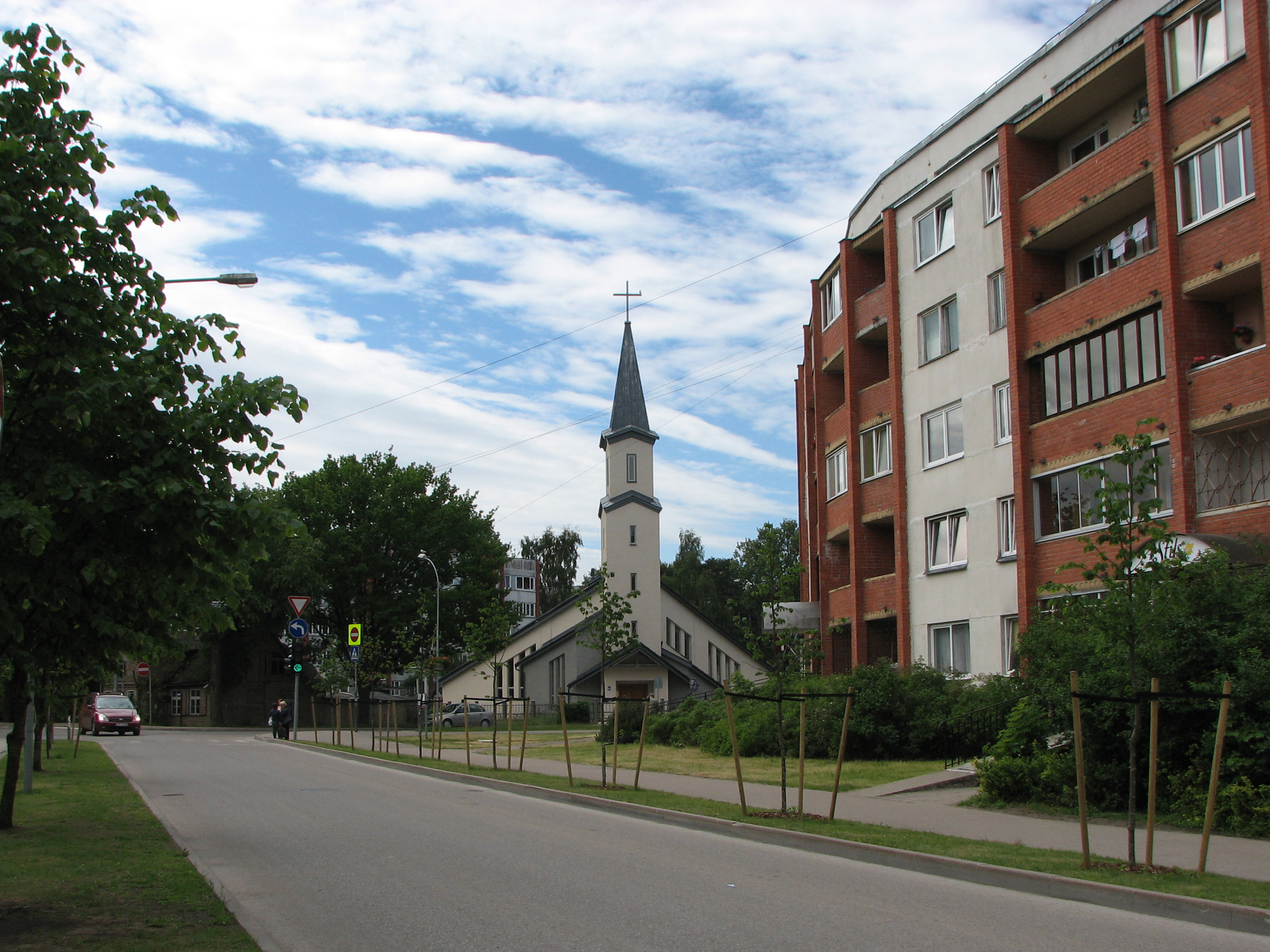
Католическая церковь Божьего милосердия в Каугури